# 錢價人
錢价人（？—1662年），字瞻百，浙江湖州府歸安縣人，明末清初詩人。

## 生平
曾祖錢鎮，祖父錢士完，父錢元愨。錢价人為人海派，“好結納，傾囊倒篋不之吝，而自奉儉甚”，明亡後偕弟錢虞仲組織孚社於蓮花莊，與明遺民有唱和，論詩則“斤斤守唐法”。康熙元年（1662年）因“通海”被捕，六月與魏耕、錢纘曾、潘廷聰等被殺於杭州。編有《今詩粹凡例》。